# Атлетіку Авіасан (Луанда)
«Атлетіку Шпорт Авіасан» (порт. Atlético Sport Aviação), «Атлетіку Авіасан», «Авіасан» або «АСА» — ангольський футбольний клуб з Луанди. Виступає в Чемпіонат Анголи з футболу (Girabola). Домашні матчі проводить на стадіоні «Ештадіу Жуакін Дініш» у Луанді, що вміщає 10 000 глядачів. Клуб також був відомий під назвою «Атлетіку де Луанда». Першим титулом в історії клубу був Кубок Анголи 1995.
Перед здобуттям незалежності Анголи, клуб здобув чотири титули переможців (Girabola) наприкінці шістдесятих роів XX століття.

## Історія клубу
Команда була занована в 1953 році групою робітників посередницької компанії під назвою «DTA», яка фактично була дочірньою компанією «TAAG». Першим президентом клубу став Жасінту Медіна.
До здобуття країною незалежності команда мала назву «Атлетіку (Ланда)». Після здобуття країною незалежності команда почала виступати під назвою «Дешортіву да ТААГ», за назвою свого головного спонсора, «TAAG Ангольських Авіаліній».
За кількістю виграних титулів «Атлетіку Авіасан» посідає третє слідом за «Петру Атлетіку» та «Примейру де Агошту» місце в ієрархії ангольських клубів. Крім двох виграних Кубків Анголи (1995 та 2005) і п'яти Суперкубків (1996, 2003, 2004, 2005 та 2006), на рахунку «авіаторів» числяться три титули Чемпіонів Анголи, причому, зовсім «свіжих» — 2002, 2003 та 2004. Якщо сюди додати ще три «срібла» (2000, 2001 та 2005), завойованих командою, починаючи з 2000, то «АСА» можна сміливо називати одним з лідерів клубного футболу Анголи XXI століття. Найвищим досягненням клубу на міжнародній арені є вихід в півфінал Кубку КАФ у 1993. Крім усього іншого, «Атлетіко Авіасан» чотири рази ставав переможцем Чемпіонату Анголи за часів колоніального періоду — 1965, 1966, 1967 та 1968.
На дебютному для збірної Анголи Чемпіонаті світу, який пройшов у 2006 році, честь національної збірної Анголи захищали й два гравці «Атлетіку Авіасан», Жоау Перейра (Жамба) та Арсеніу Себастіау Кабунгула (Лав).

## Досягнення

### На національному рівні
- Чемпіонат Анголи з футболу (Гірабола)
  -  Чемпіон (3): 2002, 2003, 2004
  -  Срібний призер (6): 1981, 1992, 2000, 2001, 2005, 2006
  -  Бронзовий призер (2): 1995, 1998

- Кубок Анголи
  -  Володар (3): 1995, 2005, 2010
  -  Фіналіст (1): 1993, 1999

- Суперкубок Анголи
  -  Володар (5): 1996, 2003, 2004, 2005, 2006
  -  Фіналіст (1): 1994

### Міжнародні
- Кубок КАФ
  - 1/2 фіналу (1): 1993

## Статистика виступів

### Національний чемпіонат
| 1999 | 2000 | 2001 | 2002 | 2003 | 2004 | 2005 | 2006 | 2007 | 2008 | 2009 | 2010 | 2011 | 2012 | 2013 | 2014 | 2015 | 2016 |
|      |      |      | 2002 | 2003 | 2004 |      |      |      |      |      |      |      |      |      |      |      |      |
|      | 2000 | 2001 |      |      |      | 2005 |      |      |      |      |      |      |      |      |      |      |      |
|      |      |      |      |      |      |      |      |      |      |      |      |      |      |      |      |      |      |
|      |      |      |      |      |      |      |      |      |      |      |      |      |      |      |      |      |      |
|      |      |      |      |      |      |      | 5    | 5    |      |      |      |      |      |      |      |      |      |
| 6    |      |      |      |      |      |      |      |      |      |      |      |      | 6    |      |      |      |      |
|      |      |      |      |      |      |      |      |      | 7    | 7    | 7    |      |      |      |      |      |      |
|      |      |      |      |      |      |      |      |      |      |      |      |      |      |      |      |      |      |
|      |      |      |      |      |      |      |      |      |      |      |      | 9    |      |      |      | 9    |      |
|      |      |      |      |      |      |      |      |      |      |      |      |      |      |      |      |      |      |
|      |      |      |      |      |      |      |      |      |      |      |      |      |      |      |      |      |      |
|      |      |      |      |      |      |      |      |      |      |      |      |      |      |      |      |      |      |
|      |      |      |      |      |      |      |      |      |      |      |      |      |      | 13   | 13   |      |      |

#### У португальських турнірах
- Кубок Португалії з футболу: 4 виступи

1960 - 1/4 фіналу;
1965 - 1/8 фіналу;
1967 - 1/8 фіналу;
1969 - 1/8 фіналу.

### Виступи в континентальних турнірах під егідою КАФ

#### Ліга чемпіонів КАФ
| Сезон | Раунд         | Клуб         | Вдома | На виїзді | Загальний  |
| ----- | ------------- | ------------ | ----- | --------- | ---------- |
| 2003  | 1             | Вілла        | 1-2   | 2-0       | 3-2        |
| 2003  | 2             | Гартс оф Оук | 3-0   | 0-2       | 3-2        |
| 2003  | Груповий етап | УСМ Алжир    | 1-0   | 0-2       | 4-те місце |
| 2003  | Груповий етап | Канон Яунде  | 1-2   | 1-2       | 4-те місце |
| 2003  | Груповий етап | Есперанс     | 0-0   | 0-1       | 4-те місце |
| 2004  | Попередній    | Кілу         | 1-1   | 1-0       | 2-1        |
| 2004  | 1             | Гартс оф Оук | 1-1   | 1-4       | 2-5        |
| 2005  | Попередній    | Блу Уотерс   | 3-0   | 1-2       | 4-2        |
| 2005  | 1             | Контон Спорт | 2-0   | 0-1       | 2-1        |
| 2005  | 2             | Замалек      | 1-1   | 0-2       | 1-3        |
| 2006  | Попередній    | АПР          | 0-1   | 2-3       | 2-4        |

#### Кубок конфедерації КАФ
| Сезон | Раунд      | Клуб          | Вдома | На виїзді | Загальний      |
| ----- | ---------- | ------------- | ----- | --------- | -------------- |
| 2005  | 3          | 105 Лібревіль | 1-1   | 1-2       | 2-3            |
| 2011  | Попередній | Софапака      | 0-0   | 0-0       | 0-0 (4-5 пен.) |

#### Кубок КАФ
| Сезон | Раунд       | Клуб           | Вдома | На виїзді | Загальний      |
| ----- | ----------- | -------------- | ----- | --------- | -------------- |
| 1993  | 1           | ТП Молунге     | 2-0   | 0-0       | 2-0            |
| 1993  | 2           | Канон Яунде    | 0-0   | 2-0       | 2-0            |
| 1993  | Чвертьфінал | Гор Махія      | 0-0   | 0-0       | 0-0 (4-2 пен.) |
| 1993  | Півфінал    | Сімба          | 0-0   | 1-3       | 1-3            |
| 2001  | 1           | СК «Манчестер» | 4-1   | 0-1       | 4-2            |
| 2001  | 2           | Голдфілдс      | 2-2   | 0-1       | 2-3            |
| 2002  | 1           | Район Спорт    | 1-0   | 0-1       | 1-1 (0-3 пен.) |

#### Кубок володарів кубків КАФ
| Сезон | Раунд | Клуб           | Вдома | На виїзді | Загальний      |
| ----- | ----- | -------------- | ----- | --------- | -------------- |
| 1982  | 1     | Віта (Кіншаса) | 0-0   | 0-0       | 0-0 (4-5 пен.) |
| 1994  | 1     | Канон Яунде    | 1-0   | 0-2       | 1-2            |
| 1996  | 1     | ФК «Мбілінга»  | 1-1   | 2-4       | 3-5            |

## Відомі гравці
- Жамба, Жуан Перейра
- Арсеніу Себастяну Кабунгула Лав
- Жасінту Перейра

## Відомі тренери
| Тренер                     |                | Роки |                 | Ліга                                          | Кубок             | Суперкубок                                                                                        |
| -------------------------- | -------------- | ---- | --------------- | --------------------------------------------- | ----------------- | ------------------------------------------------------------------------------------------------- |
| Златко Скорич              |                |      |                 |                                               |                   |                                                                                                   |
| Жоакім Дініш               |                |      |                 |                                               |                   |                                                                                                   |
| Чіку Вентура               |                |      |                 |                                               |                   |                                                                                                   |
| Жока Сантінью              |                |      |                 |                                               |                   |                                                                                                   |
| Жоау Машаду                | (1995)         | –    | (1996)          |                                               | Кубок Анголи 1995 | Суперкубок Анголи 1996                                                                            |
| Карлуш Алінью              | (?)            | –    | (березень 2000) |                                               |                   |                                                                                                   |
| Бернардіну Педроту         | (червень 2000) | –    | (січень 2007)   | Гірабола 2002 · Гірабола 2003 · Гірабола 2004 | Кубок Анголи 2005 | Суперкубок Анголи 2003 · Суперкубок Анголи 2004 · Суперкубок Анголи 2005 · Суперкубок Анголи 2006 |
| Мануел Фернандеш           | (січень 2007)  | –    | (грудень 2008)  |                                               |                   |                                                                                                   |
| Марінью Переш              | (грудень 2008) | –    | (серпень 2009)  |                                               |                   |                                                                                                   |
| Жозе Мігель Міньйонья      | (серпень 2009) | –    | (листопад 2009) |                                               |                   |                                                                                                   |
| Жозе Дініш                 | (січень 2010)  | –    | (жовтень 2012)  |                                               | Кубок Анголи 2010 | Суперкубок Анголи 2011                                                                            |
| Рікарду Алмейда            | (січень 2013)  | –    | (травень 2013)  |                                               |                   |                                                                                                   |
| Жозе Мігель Міньйонья      | (травень 2013) | –    | (листопад 2013) |                                               |                   |                                                                                                   |
| Ернешту Каштанейра         | (січень 2013)  | –    | (березень 2014) |                                               |                   |                                                                                                   |
| Самі Матіаш                | (квітень 2014) | –    | (листопад 2014) |                                               |                   |                                                                                                   |
| Роберту Олівейра Гонсалвеш | (грудень 2014) | –    | (травень 2016)  |                                               |                   |                                                                                                   |
| Жозе ді Карвалью Королла   | (травень 2016) | –    |                 |                                               |                   |                                                                                                   |